# Guo Wenjun
Guo Wenjun (n. 22 iunie 1984, Xi'an, Republica Populară Chineză) este o trăgătoare de tir chineză, medaliată olimpică. A participat la 3 ediții ale Jocurilor Olimpice (2008, 2012, 2016) în care a câștigat două medalii de aur.